# Рождество Богородично (Сетоле)
„Рождество на Пресвета Богородица“ (на македонска литературна норма: „Рождество на Пресвета Богородица“) е възрожденска църква в тетовското село Сетоле, Северна Македония, част от Тетовско-Гостиварската епархия на Македонската православна църква – Охридска архиепископия. Църквата е изградена в 1862 година на основите на по-стара църква. Някои от иконите са дело на Дичо Зограф. Църквата, подобно на множество християнски храмове в Тетовско, пострадва по време на Военния конфликт в Република Македония в 2001 година. Тя е разбита, осквернена, ограбена и разрушена. След края на кризата, църквата е обновена, като тетовският резбар Будимир Апостолски реставрира стария иконостас.